# 丁卡尔·阿斯塔纳
丁卡尔·阿斯塔纳（英語：Dinkar Asthana，1966年12月29日—），印度外交官，现任印度驻塞内加尔大使，曾任印度駐寮國大使等職務。

## 经历
丁卡尔·阿斯塔纳出生于1966年12月29日。
1990年8月，加入印度外事服務。他曾在印度驻波恩、曼谷、科伦坡和墨西哥城的外交使团任职。在新德里，他曾在政策规划司、巴基斯坦、阿富汗和伊朗事务司、礼宾司和多边经济关系司任职。此外，他还曾在2014年3月至2015年9月期间担任印度文化关系委员会副总干事，并于2015年10月至2016年1月担任南亚区域合作联盟、环孟加拉湾多领域经济技术合作倡议和边境连通性事务联秘。从2016年2月起，他担任发展伙伴关系管理II联秘，随后于2018年9月升任发展伙伴关系管理辅秘。
2019年4月29日至2023年2月23日，任印度駐寮國大使。2023年4月起，任印度駐塞內加爾大使。兼任駐岡比亞、幾內亞比紹大使。

## 个人生活
阿斯塔纳精通印地语、英语、德语，并掌握基础法语。